# Cléron
Cléron ist eine französische Gemeinde mit 292 Einwohnern (Stand: 1. Januar 2022) im Département Doubs in der Region Bourgogne-Franche-Comté.

## Geographie

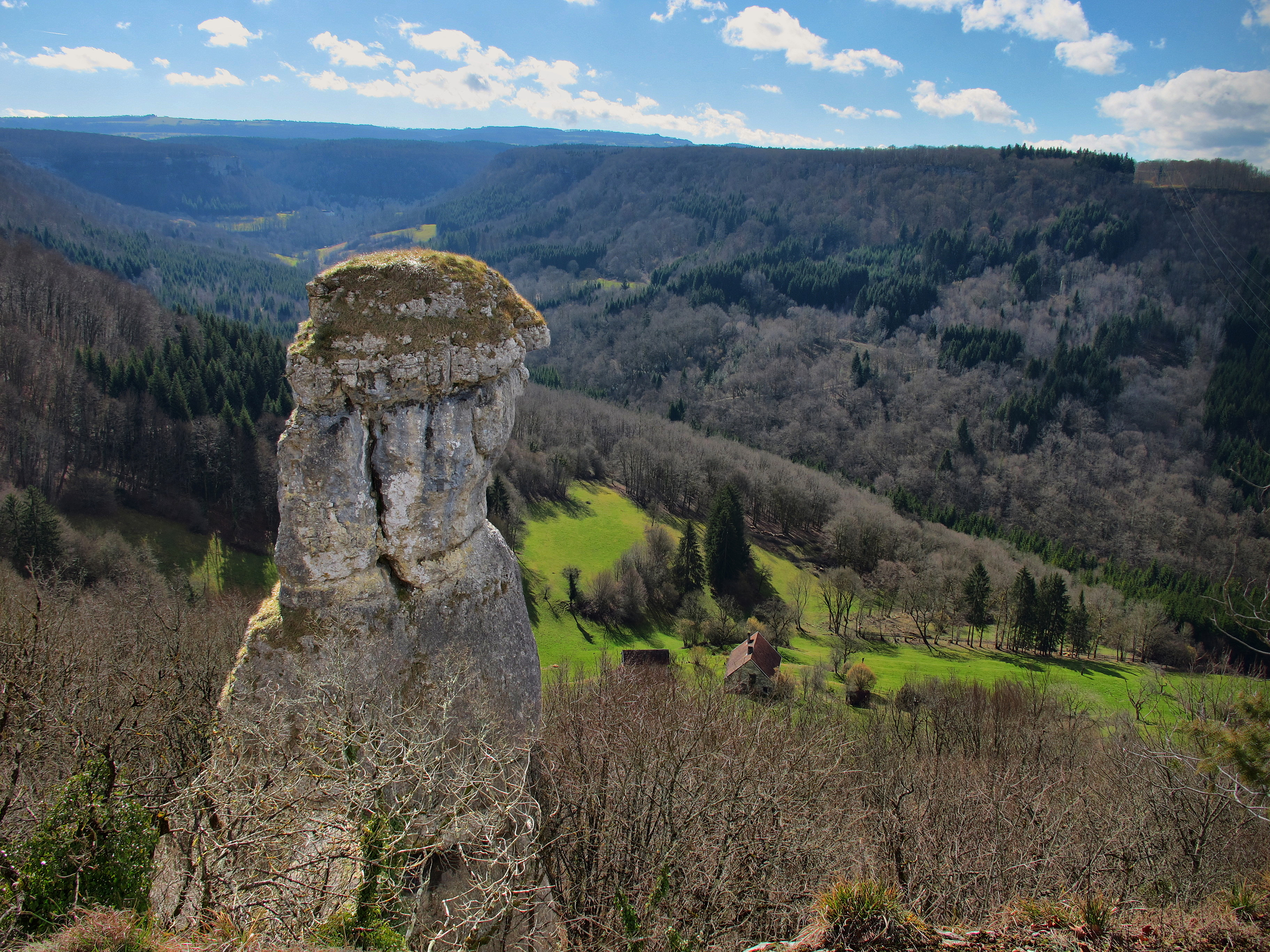
Le rocher du Moine

Cléron liegt auf 331 m über dem Meeresspiegel, sieben Kilometer westlich von Ornans und etwa 17 km südlich der Stadt Besançon (Luftlinie). Das Dorf erstreckt sich im Jura, in einer Talweitung der Loue umrahmt von verschiedenen Vorsprüngen der umgebenden Hochplateaus, am südlichen Ufer des Flusses, oberhalb der Einmündung des Ruisseau de Noirvaux.
Die Fläche des 14,56 km² großen Gemeindegebiets umfasst einen Abschnitt des westlichen französischen Juras. Die nördliche Grenze bildet die Loue, die hier in gewundenem Lauf nach Westen fließt und dabei von links die Bäche Ruisseau de Valbois und Ruisseau de Noirvaux aufnimmt. Vom Flusslauf erstreckt sich das Gemeindeareal südwärts in die Talweitung und bis in die tief in das Plateau von Amancey eingeschnittenen Erosionstäler von Noirvaux und Valbois. Zwischen den Tälern greift die widerstandsfähige Kalkschicht, auf welcher das Plateau liegt, weit nach Norden aus. Sie bildet markante Vorsprünge, die von teils hohen Felswänden gekennzeichnet sind. So gehören auch die Geländevorsprünge von Grande Côte (524 m), Lavoutre und Barmaud (mit dem Castel-Saint-Denis) zu Cléron. Mit 563 m wird auf dem bewaldeten Plateau von Lavoutre die höchste Erhebung von Cléron erreicht.
Zu Cléron gehören der Weiler Nahin (400 m) auf einer Geländeterrasse am Nordabhang der Grande Côte über der Loue sowie einige Einzelhöfe. Nachbargemeinden von Cléron sind Scey-Maisières im Norden, Chassagne-Saint-Denis und Flagey im Osten, Fertans und Amondans im Süden sowie Cademène im Westen.

## Geschichte

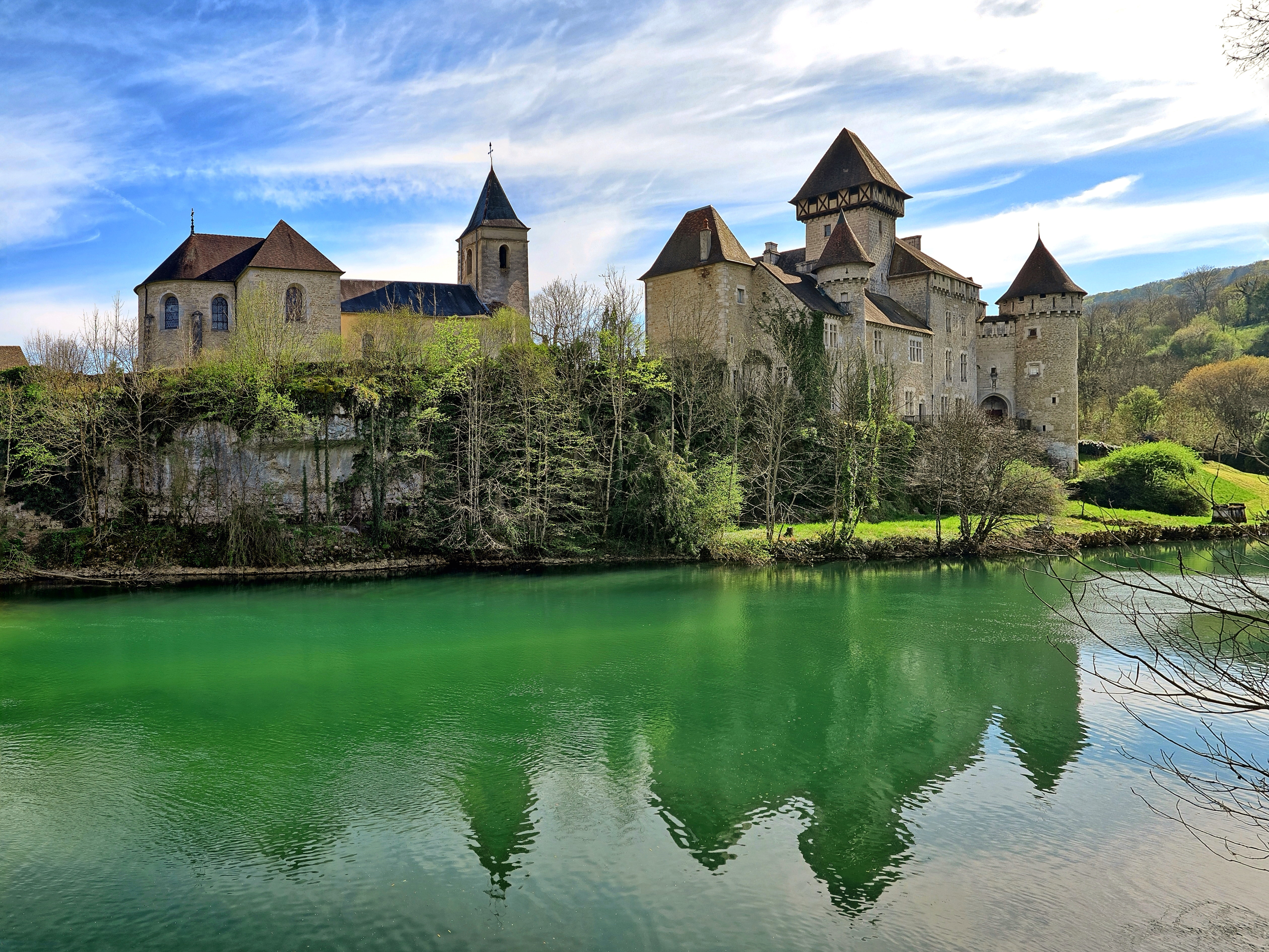
Cléron: Kirche und Schloss vom Ufer der Loue

Die Etymologie des Ortsnamens ist nicht eindeutig geklärt. Wahrscheinlich geht er auf den gallorömischen Personennamen Clarius zurück. Auch der Ursprung des Dorfes liegt weitgehend im Dunkeln. Schriftlich belegt ist die Adelsfamilie von Cléron im 12. Jahrhundert, welche für die Kontrolle des Loue-Übergangs an der Salzstraße von Salins-les-Bains nach Besançon verantwortlich war. Im ersten Viertel des 14. Jahrhunderts ließen die Herren von Cléron das Schloss erbauen und begründeten damit die Herrschaft Cléron, die bis kurz vor 1700 in den Händen der Familie blieb. Zusammen mit der Franche-Comté gelangte das Dorf mit dem Frieden von Nimwegen 1678 an Frankreich.
1972 wurde Cléron mit Amondans, Fertans und Malans zur Großgemeinde Amancey fusioniert, erhielt jedoch bereits 1980 seine Selbständigkeit wieder zurück. Seit 1993 ist Cléron Mitglied des 19 Ortschaften umfassenden Gemeindeverbandes Communauté de communes Amancey-Loue-Lison.

## Sehenswürdigkeiten

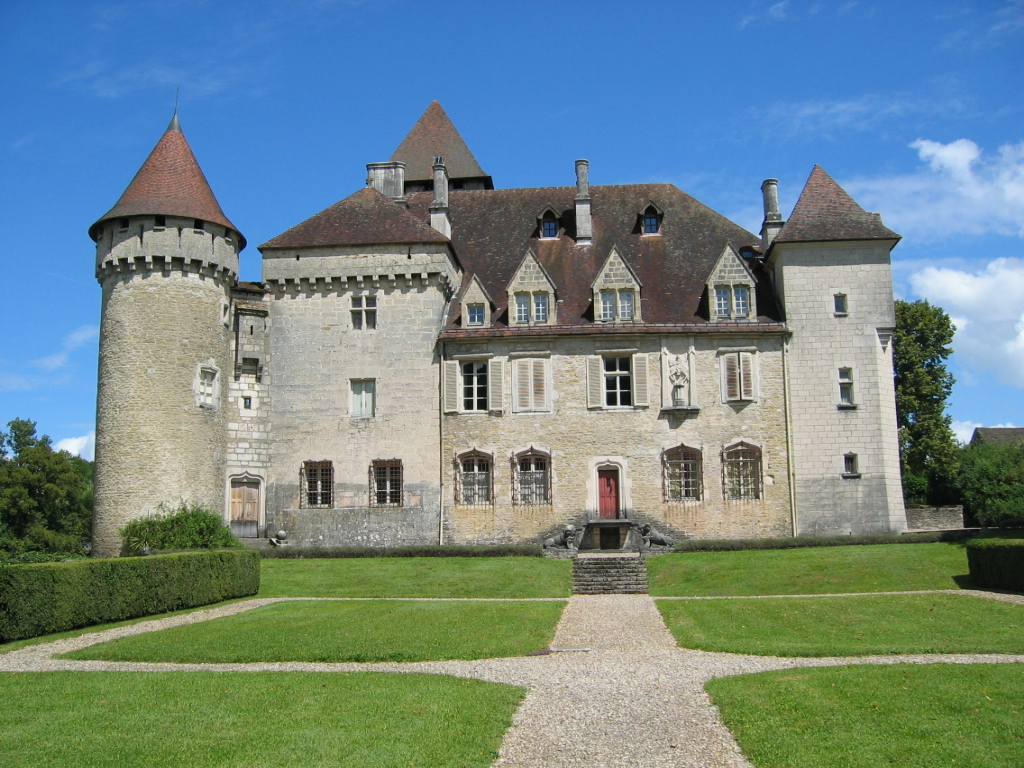
Schloss von Cléron (Château de Cléron)

Die bedeutendste Sehenswürdigkeit des Ortes ist das mächtige Schloss Cléron, das am Südufer der Loue steht. Es wurde um 1320 erbaut und erhielt seine heutige Gestalt bei einem massiven Ausbau im 16. Jahrhundert; Renovationen und kleinere Umgestaltungen wurden im 19. Jahrhundert vorgenommen. Das Schloss mit seinem viereckigen, hohen Bergfried und vier Ecktürmen wird von einem schönen Park umgeben. Neben dem Schloss befindet sich die gotische Kirche aus dem 14. Jahrhundert (später umgestaltet). Zusammen mit der Steinbogenbrücke, welche die Loue überspannt, bildet sie ein eindrückliches Ensemble. Die Ruinen der Burg Saint-Denis oberhalb von Scey liegen ebenfalls teilweise auf dem Gemeindegebiet von Cléron.

## Bevölkerung
| Jahr                       | 1962 | 1968 | 1975 | 1982 | 1990 | 1999 | 2006 | 2016 |
| Einwohner                  | 209  | 188  | 182  | 235  | 266  | 294  | 304  | 315  |
| Quellen: Cassini und INSEE |      |      |      |      |      |      |      |      |

Mit 292 Einwohnern (1. Januar 2022) gehört Cléron zu den kleinen Gemeinden des Départements Doubs. Nachdem die Einwohnerzahl in der ersten Hälfte des 20. Jahrhunderts markant abgenommen hatte (1881 wurden noch 471 Personen gezählt), wurde seit Mitte der 1970er Jahre wieder ein deutliches Bevölkerungswachstum verzeichnet.

## Wirtschaft und Infrastruktur
Cléron war bis weit ins 20. Jahrhundert hinein ein vorwiegend durch die Landwirtschaft (Ackerbau, Obstbau und Viehzucht) und die Forstwirtschaft geprägtes Dorf. Heute gibt es einige Betriebe des Klein- und Mittelgewerbes, darunter eine moderne Käserei und ein Werkzeughersteller. Viele Erwerbstätige sind auch Wegpendler, die in den größeren Ortschaften der Umgebung ihrer Arbeit nachgehen.
Die Ortschaft liegt abseits der größeren Durchgangsstraßen an der Departementsstraße D437, die von Besançon nach Levier führt. Weitere Straßenverbindungen bestehen mit Ornans und Amondans.